# О’Брайен, Джейк
Джейк Аллен О'Брайен (род. 25 сентября 1984, Индианаполис, США) американский профессиональный боец смешанных боевых искусств. Выступал в полутяжелом и тяжелом весе. Выступает на профессиональном уровне начиная с 2005 года, известен по участию в турнирах таких бойцовских организаций как UFC, WEC и Dream.

## Биография
Родился и вырос в Индианаполисе, штат Индиана , учился в  Franklin Central High школе, где участвовал на соревнованиях по  борьбе, футболе и легкой атлетике. По борьбе становился О'Брайен трехкратным чемпионом государственного учреждения имел рекорд по схваткам 152-9. О'Брайен дальше занимался борьбой в университете Purdue. Дебюртировал в смешанные единоборства в 2005 году и имел рекорд 7-0, выиграв 1 бой в топовой организации WEC прежде чем подписал контракт с UFC.

## Статистика в смешанных единоборствах
| Боёв 19  | Побед 15 | Поражений 4 |
| -------- | -------- | ----------- |
| Нокаутом | 7        | 2           |
| Сдачей   | 3        | 2           |
| Решением | 5        | 0           |

| Результат | Рекорд | Соперник         | Способ                                    | Турнир                             | Дата            | Раунд | Время | Место                | Примечание                                                                            |
| --------- | ------ | ---------------- | ----------------------------------------- | ---------------------------------- | --------------- | ----- | ----- | -------------------- | ------------------------------------------------------------------------------------- |
| Победа    | 15–4   | Миодраг Петкович | Решением (единогласным)                   | Flawless FC 1: The Beginning       | 4 августа 2012  | 3     | 5:00  | Чикаго, США          |                                                                                       |
| Победа    | 14–4   | Джеймс Шоу       | Сабмишном (удушение ручным треугольником) | Indy MMA                           | 31 марта 2012   | 1     | 1:06  | Индианаполис, США    |                                                                                       |
| Поражение | 13–4   | Гегард Мусаси    | Сабмишном (удушение гильотиной)           | Dream 15                           | 10 июля 2010    | 1     | 0:31  | Сайтама, Япония      | DREAM 2010 полуфинал гран-при в полутяжелом весе. О'Брайен не сделал вес (212 фунта). |
| Победа    | 13–3   | Тони Валтонен    | Решением (единогласным)                   | Fight Festival 27                  | 13 марта 2010   | 3     | 5:00  | Хельсинки, Финляндия |                                                                                       |
| Победа    | 12–3   | Дэйв Гесс        | Сабмишном (кимура)                        | MMA Big Show: Triple Threat        | 20 февраля 2010 | 2     | 4:24  | Индиана, США         |                                                                                       |
| Поражение | 11–3   | Джон Джонс       | Сабмишном (удушение гильотиной)           | UFC 100                            | 11 июля 2009    | 2     | 2:43  | Лас-Вегас, США       |                                                                                       |
| Победа    | 11–2   | Кристиан Веллиш  | Решением (раздельным)                     | UFC 94                             | 31 января 2009  | 3     | 5:00  | Лас-Вегас, США       | Бой в полутяжелом весе.                                                               |
| Поражение | 10–2   | Кейн Веласкес    | Техническим нокаутом (удары)              | UFC: Silva vs. Irvin               | 19 июля 2008    | 1     | 2:02  | Лас-Вегас, США       |                                                                                       |
| Поражение | 10–1   | Андрей Орловский | Техническим нокаутом (удары)              | UFC 82                             | 1 марта 2008    | 2     | 4:17  | Колумбус, США        |                                                                                       |
| Победа    | 10–0   | Хит Херринг      | Решением (единогласным)                   | UFC Fight Night 8                  | 25 января 2007  | 3     | 5:00  | Холливуд, США        |                                                                                       |
| Победа    | 9–0    | Джош Шокмен      | Решением (единогласным)                   | UFC 65                             | 18 ноября 2006  | 3     | 5:00  | Сакраменто, США      |                                                                                       |
| Победа    | 8–0    | Кристоф Мидукс   | Техническим нокаутом (удары)              | UFC Fight Night 6                  | 17 августа 2006 | 2     | 0:52  | Лас-Вегас, США       |                                                                                       |
| Победа    | 7–0    | Патрик Хармен    | Сабмишном (удушение сзади)                | UFL: United Fight League           | 23 июня 2006    | 1     | 3:46  | Индианаполис, США    |                                                                                       |
| Победа    | 6–0    | Антуан Хайес     | Техническим нокаутом (удары)              | LOF: Legends of Fighting 6         | 7 апреля 2006   | 1     | N/A   | Индианаполис, США    |                                                                                       |
| Победа    | 5–0    | Джей Уайт        | Нокаутом (удар)                           | WEC 19                             | 17 марта 2006   | 1     | 0:14  | Лемур, США           |                                                                                       |
| Победа    | 4–0    | Джонатан Иви     | Техническим нокаутом (удары)              | LOF: Legends of Fighting 4         | 20 января 2006  | 1     | N/A   | Индианаполис, США    |                                                                                       |
| Победа    | 3–0    | Энтони Фергюсон  | Техническим нокаутом (удары)              | LOF: Revolution                    | 7 января 2006   | 1     | N/A   | Плейнфилд, США       |                                                                                       |
| Победа    | 2–0    | Пол Бауэрс       | Техническим нокаутом (удары)              | IFC: Integrated Fighting Classic 3 | 21 июня 2005    | 1     | N/A   | Плейнфилд, США       |                                                                                       |
| Победа    | 1–0    | Крис Кларк       | Техническим нокаутом (удары)              | MT: Madtown Throwdown 3            | 21 мая 2005     | 1     | N/A   | Мадисон, США         |                                                                                       |